# Polat Kemboi Arıkan
Polat Kemboi Arıkan, nato Paul Kipkosgei Kemboi (Cheptiret, 12 dicembre 1990), è un mezzofondista e maratoneta turco, di origine keniota.

## Palmarès
| Anno | Manifestazione             | Sede           | Evento         | Risultato | Prestazione | Note                                     |
| ---- | -------------------------- | -------------- | -------------- | --------- | ----------- | ---------------------------------------- |
| 2012 | Europei                    | Helsinki       | 5000 m piani   | Bronzo    | 13'32"63    |                                          |
| 2012 | Europei                    | Helsinki       | 10000 m piani  | Oro       | 28'22"27    |                                          |
| 2012 | Giochi olimpici            | Londra         | 5000 m piani   | Batteria  | 13'27"21    |                                          |
| 2012 | Giochi olimpici            | Londra         | 10000 m piani  | 9º        | 27'38"81    | Miglior prestazione personale            |
| 2013 | Europei indoor             | Göteborg       | 3000 m piani   | 10º       | 8'00"72     |                                          |
| 2013 | Giochi del Mediterraneo    | Mersin         | 10000 m piani  | Oro       | 28'17"26    |                                          |
| 2013 | Mondiali                   | Mosca          | 10000 m piani  | dnf       | dnf         |                                          |
| 2013 | Europei di corsa campestre | Belgrado       | Gara senior    | Argento   | 29'32"      |                                          |
| 2014 | Europei                    | Zurigo         | 10000 m piani  | 4º        | 28'11"11    | Miglior prestazione personale stagionale |
| 2014 | Europei di corsa campestre | Samokov        | Gara senior    | Oro       | 32'19"      |                                          |
| 2016 | Europei                    | Amsterdam      | 10000 m piani  | Oro       | 28'18"52    |                                          |
| 2016 | Giochi olimpici            | Rio de Janeiro | 10000 m piani  | 13º       | 27'35"50    | Miglior prestazione personale            |
| 2017 | Mondiali                   | Doha           | 10000 m piani  | dnf       | dnf         |                                          |
| 2018 | Giochi del Mediterraneo    | Tarragona      | 5000 m piani   | 10º       | 14'03"33    |                                          |
| 2018 | Europei                    | Berlino        | 5000 m piani   | 6º        | 13'23"42    | Miglior prestazione personale stagionale |
| 2018 | Europei                    | Berlino        | 10000 m piani  | dnf       | dnf         |                                          |
| 2019 | Mondiali                   | Doha           | Maratona       | dnf       | dnf         |                                          |
| 2022 | Europei                    | Monaco         | Maratona       | dnf       | dnf         |                                          |
| 2024 | Europei                    | Roma           | Mezza maratona | dnf       | dnf         |                                          |

## Campionati nazionali
2016
- Oro ai campionati turchi, 10000 m piani - 27'59"59

## Altre competizioni internazionali
2011
- 7º al Memorial Van Damme ( Bruxelles), 5000 m piani - 13'05"98

2012
- 10º al Doha Diamond League ( Doha), 3000 m piani - 7'42"31

2014
- 8º al Birell Grand Prix ( Praga) - 28'30"

2015
- Oro in Coppa Europa dei 10000 metri ( Cagliari) - 28'09"47
- 7º alla Olomouc Half Marathon ( Olomouc) - 1h02'12"

2018
- 13º alla Mezza maratona di Lisbona ( Lisbona) - 1h01'03"
- 6º alla Istanbul Half Marathon ( Istanbul) - 1h01'20"

2019
- 6º alla Maratona di Parigi ( Parigi) - 2h08'14"
- 6º alla Maratona di Istanbul ( Istanbul) - 2h12'57"
- 11º alla Mezza maratona di Lisbona ( Lisbona) - 1h00'26"

2021
- 24º alla Maratona di Valencia ( Valencia) - 2h09'45"

2022
- 15º alla Maratona di Madrid ( Madrid) - 2h15'34"